# عرب أباد (ساوجبلاغ)
عرب‌ أباد هي قرية في مقاطعة ساوجبلاغ، إيران. عدد سكان هذه القرية هو 516 في سنة 2006.